# Ceyssac
Ceyssac là một xã thuộc tỉnh Haute-Loire nam trung bộ nước Pháp. Xã Ceyssac nằm ở khu vực có độ cao trung bình 705 mét trên mực nước biển.